# گواهی تمکن مالی

نمونه یک گواهی تمکن مالی از یک بانک فرضی

گواهی تمکن مالی (به انگلیسی: Certificate of Financial Ability) بانک که معمولاً در تمامی شعب بانک صادر می‌شود، سندی معتبر و رسمی است که موجودی انواع حساب‌های فرد و نرخ برابری آن به ارز مورد نظر فرد در آن درج می‌شود. این گواهی معمولاً بنا به درخواست به دو یا چند زبان ارائه می‌شود. 
برای سفر به بعضی از کشورها و اخذ پذیرش برخی از دانشگاه‌ها ارائهٔ تاییدیهٔ بانک مبنی بر اینکه فرد از شرایط مالی مناسب و قابل قبولی برای دریافت روادید آن کشور برخوردار است، ضروری می‌باشد. 